# زقاق الكلاسة
زقاق الكلاسة هو أحد أزقة مدينة دمشق، يقع في حي الكلاسة شمال الجامع الأموي، بين المدرسة الجقمقية وباب البريد، وفيه ضريح السلطان صلاح الدين الأيوبي، عرف سابقاً بدرب الخزاعين وجادة السلطان صلاح الدين.